# 冬菟葵
冬菟葵（Eranthis hyemalis）是毛茛科菟葵属的一种开花植物，原产于法国、意大利和巴尔干地区，後來歐洲其他地方也引進了冬菟葵。它是一种多年草本植物，可长到15厘米這樣的高度。